# Canton de Scey-sur-Saône-et-Saint-Albin
Le canton de Scey-sur-Saône-et-Saint-Albin est une circonscription électorale française située dans le département de la Haute-Saône et la région Bourgogne-Franche-Comté.

## Géographie
Ce canton est organisé autour de Scey-sur-Saône-et-Saint-Albin dans l'arrondissement de Vesoul. Son altitude varie de 189 m (Beaujeu-Saint-Vallier-Pierrejux-et-Quitteur) à 463 m (Mailley-et-Chazelot).La commune de Scey-sur-Saône-et-Saint-Albin se trouve en fait la plus dans le nord du canton éponyme.

## Histoire
Par décret du 17 février 2014, le nombre de cantons du département est divisé par deux, avec mise en application aux élections départementales de mars 2015. Le canton de Scey-sur-Saône-et-Saint-Albin est conservé et s'agrandit. Il passe de 17 à 46 communes.

## Représentation

### Conseillers d'arrondissement (de 1833 à 1940)
| Période                                  | Période | Identité                                       | Étiquette | Qualité |
| ---------------------------------------- | ------- | ---------------------------------------------- | --------- | --- |
| 1833                                     | 1848    | Claude Étienne Alexandre Millardet (1784-1851) |           | Capitaine en retraite, maire de Mailley                                                                     |
|                                          |         |                                                |           | |
| 1913                                     |         | M. Paulmard                                    | Radical   | |
|                                          |         |                                                |           | |
| 27 novembre 1921                         | 1940    | Philippe Faivre                                | Rad.      | Maire de Boursières                                                                                         |
| 1940                                     |         |                                                |           | Les conseils d'arrondissement ont été suspendus par la loi du 12 octobre 1940 et n'ont jamais été réactivés |
| Les données manquantes sont à compléter. |         |                                                |           | |

### Conseillers généraux de 1833 à 2015
| Période | Période      | Identité | Étiquette            | Qualité |
| ------- | ------------ | --- | -------------------- | --- |
| 1833    | 1842         | Claude Antoine Fontain |                      | Suppléant de la justice de paix, propriétaire Maire de Scey-sur-Saône |
| 1842    | 1852         | Alphonse Charles Jean Duc de Bauffremont-Courtenay Prince de Bauffremont et du Saint-Empire, Marquis de Bauffremont et de Listenois (1792-1860) | Bonapartiste         | Ancien aide de camp du Maréchal Murat Propriétaire à Scey-sur-Saône Sénateur (1852-1860) Président du Conseil Général (1842-1852)                                                                                    |
| 1852    | 1871         | Louis Charles Henry Maistre |                      | Procureur Impérial à Vesoul |
| 1871    | 1880         | Jean Charles Siroutot | Droite               | Notaire à Traves |
| 1880    | 1889 (décès) | Alphonse Noirot | Républicain          | Conseiller maître à la Cour des comptes Propriétaire à Vesoul Député (1876-1887) |
| 1889    | 1892         | Paul de Bauffremont (fils d'A.de Bauffremont)                                                                                                   | Droite               | Général, propriétaire à Scey-sur-Saône |
| 1892    | 1898         | Joseph Guilleminot | Républicain          | Docteur en médecine - Maire de Scey-sur-Saône |
| 1898    | 1904         | François-Ferdinand Villequez | Républicain libéral  | Professeur de droit |
| 1904    | 1919         | Paul Morel | Gauche radicale      | Avocat, bâtonnier à Vesoul Député (1909-1919 et 1924-1928) Plusieurs fois Ministre |
| 1919    | 1940         | Paul Thiébauld | Rad.ind.             | Médecin à Scey-sur-Saône |
|         |              | |                      | |
| 1943    | 1945         | Marie-Jean Tiquet (1873-1966) |                      | Ancien officier d'infanterie, industriel à Vesoul Maire de Baignes Nommé conseiller départemental en 1943 Président du Conseil départemental (1943-1945)                                                             |
|         |              | |                      | |
| 1945    | 1951         | Jean Fiquet | Rad.                 | Cultivateur Maire de Chemilly |
| 1951    | 1976         | Jacques Poinsotte | RPF puis RS puis DVD | Industriel, maire de Scey-sur-Saône |
| 1976    | 1982         | Christian Compagnon | PS                   | Agent de maîtrise, Chassey-lès-Scey Plus jeune conseiller général de France (24 ans) |
| 1982    | 1991 (décès) | Jacques Poinsotte | RPR                  | Industriel |
| 1991    | 2001         | François Poinsotte (fils du précédent) | RPR                  | Chef d'entreprise |
| 2001    | 2015         | Carmen Friquet, | DVD puis UMP         | Fonctionnaire DDT Maire-adjointe de Bucey-lès-Traves (2008 → 2014) maire de Scey-sur-Saône-et-Saint-Albin (2014 → ) Présidente de la CC des Combes (2014 → ) Présidente du Pays de Vesoul et du Val de Saône ( ? → ) |

### Représentation à partir de 2015
| Période élective | Période élective | Mandat | Mandat   | Identité       | Nuance | Nuance | Qualité |
| ---------------- | ---------------- | ------ | -------- | -------------- | ------ | ------ | --- |
| 2015             | 2021             | 2015   | 2021     | Carmen Friquet |        | DVD    | Fonctionnaire DDT maire de Scey-sur-Saône-et-Saint-Albin (2014 → ) Présidente de la CC des Combes (2014 → ) Présidente du Pays de Vesoul et du Val de Saône ( ? → ) |
| 2015             | 2021             | 2015   | 2021     | Hervé Pulicani |        | DVD    | Enseignant Maire de Vellexon-Queutrey-et-Vaudey |
| 2021             | 2028             | 2021   | en cours | Carmen Friquet |        | DVD    | Conseillère sortante |
| 2021             | 2028             | 2021   | en cours | Hervé Pulicani |        | DVD    | Conseiller sortant |

### Résultats détaillés

#### Élections de mars 2015
À l'issue du 1er tour des élections départementales de 2015, trois binômes sont en ballottage : Carmen Friquet et Hervé Pulicani (UMP, 45,31 %), Gabriel Bovay et Catherine Fournier (FN, 30,46 %) et Jean-Pierre Chausse et Brigitte Viola (PS, 24,23 %). Le taux de participation est de 61,46 % (5 952 votants sur 9 685 inscrits) contre 59,21 % au niveau départemental et 50,17 % au niveau national.
Au second tour, Carmen Friquet et Hervé Pulicani (UMP) sont élus avec 49,62 % des suffrages exprimés et un taux de participation de 62,96 % (2 912 voix pour 6 072 votants et 9 644 inscrits).

#### Élections de juin 2021
Le premier tour des élections départementales de 2021 est marqué par un très faible taux de participation (33,26 % au niveau national). Dans le canton de Scey-sur-Saône-et-Saint-Albin, ce taux de participation est de 42,36 % (4 111 votants sur 9 706 inscrits) contre 40,34 % au niveau départemental. À l'issue de ce premier tour, deux binômes sont en ballottage : Carmen Friquet et Hervé Pulicani (DVD, 47,4 %) et Jean-Marie Le Bretton et Nathalie Oliveira (DVG, 26,38 %).
Le second tour des élections est marqué une nouvelle fois par une abstention massive équivalente au premier tour. Les taux de participation sont de 34,36 % au niveau national, 42,9 % dans le département et 44,62 % dans le canton de Scey-sur-Saône-et-Saint-Albin. Carmen Friquet et Hervé Pulicani (DVD) sont élus avec 62,22 % des suffrages exprimés (2 426 voix pour 4 330 votants et 9 704 inscrits),,. 

## Composition

### Composition avant 2015
Le canton de Scey-sur-Saône-et-Saint-Albin regroupait 26 communes.
| Nom                                       | Code Insee | Codepostal | Superficie (km2) | Population (dernière pop. légale) | Densité (hab./km2) |
| ----------------------------------------- | ---------- | ---------- | ---------------- | --------------------------------- | ------------------ |
| Scey-sur-Saône-et-Saint-Albin (chef-lieu) | 70482      | 70360      | 28,25            | 1 607 (2012)                      | 57                 |
| Aroz                                      | 70028      | 70360      | 6,57             | 162 (2012)                        | 25                 |
| Baignes                                   | 70047      | 70000      | 2,87             | 72 (2012)                         | 25                 |
| Bourguignon-lès-la-Charité                | 70088      | 70190      | 4,25             | 128 (2012)                        | 30                 |
| Boursières                                | 70090      | 70000      | 2,28             | 64 (2012)                         | 28                 |
| Bucey-lès-Traves                          | 70105      | 70360      | 2,79             | 110 (2012)                        | 39                 |
| Chantes                                   | 70127      | 70360      | 6,57             | 127 (2012)                        | 19                 |
| Chassey-lès-Scey                          | 70138      | 70360      | 4,38             | 116 (2012)                        | 26                 |
| Chemilly                                  | 70148      | 70360      | 3,77             | 90 (2012)                         | 24                 |
| Clans                                     | 70158      | 70000      | 4,37             | 115 (2012)                        | 26                 |
| Ferrières-lès-Scey                        | 70232      | 70360      | 6,20             | 139 (2012)                        | 22                 |
| Grandvelle-et-le-Perrenot                 | 70275      | 70190      | 10,44            | 339 (2012)                        | 32                 |
| Lieffrans                                 | 70301      | 70190      | 4,37             | 64 (2012)                         | 15                 |
| Mailley-et-Chazelot                       | 70324      | 70000      | 25,03            | 632 (2012)                        | 25                 |
| Neuvelle-lès-la-Charité                   | 70384      | 70130      | 13,20            | 233 (2012)                        | 18                 |
| Noidans-le-Ferroux                        | 70387      | 70130      | 13,99            | 635 (2012)                        | 45                 |
| Ovanches                                  | 70401      | 70360      | 6,70             | 124 (2012)                        | 19                 |
| Pontcey                                   | 70417      | 70360      | 5,87             | 284 (2012)                        | 48                 |
| Raze                                      | 70439      | 70000      | 10,02            | 340 (2012)                        | 34                 |
| Rosey                                     | 70452      | 70000      | 14,64            | 265 (2012)                        | 18                 |
| Rupt-sur-Saône                            | 70457      | 70360      | 10,24            | 118 (2012)                        | 12                 |
| Traves                                    | 70504      | 70360      | 12,29            | 359 (2012)                        | 29                 |
| Velleguindry-et-Levrecey                  | 70535      | 70000      | 10,54            | 160 (2012)                        | 15                 |
| Velle-le-Châtel                           | 70536      | 70000      | 3,00             | 144 (2012)                        | 48                 |
| Vy-le-Ferroux                             | 70580      | 70130      | 5,70             | 163 (2012)                        | 29                 |
| Vy-lès-Rupt                               | 70582      | 70120      | 8,28             | 102 (2012)                        | 12                 |

### Composition depuis 2015
Après le redécoupage de 2014, le canton de Scey-sur-Saône-et-Saint-Albin comptait 47 communes.
À la suite de la création des communes nouvelles de La Romaine au 15 décembre 2015, par regroupement entre Greucourt, Le Pont-de-Planches et Vezet, et de Seveux-Motey au 1er janvier 2019, le canton comprend désormais 44 communes entières.
| Nom                                                   | Code Insee | Intercommunalité       | Superficie (km2) | Population (dernière pop. légale) | Densité (hab./km2) | Modifier                                    |
| ----------------------------------------------------- | ---------- | ---------------------- | ---------------- | --------------------------------- | ------------------ | ------------------------------------------- |
| Scey-sur-Saône-et-Saint-Albin (bureau centralisateur) | 70482      | CC des Combes          | 28,25            | 1 528 (2022)                      | 54                 | modifier les données · modifier les données |
| Aroz                                                  | 70028      | CC des Combes          | 6,57             | 143 (2022)                        | 22                 | modifier les données · modifier les données |
| Baignes                                               | 70047      | CC des Combes          | 2,87             | 99 (2022)                         | 34                 | modifier les données · modifier les données |
| Les Bâties                                            | 70053      | CC des Monts de Gy     | 7,56             | 76 (2022)                         | 10                 | modifier les données · modifier les données |
| Beaujeu-Saint-Vallier-Pierrejux-et-Quitteur           | 70058      | CC des Quatre Rivières | 35,12            | 922 (2022)                        | 26                 | modifier les données · modifier les données |
| Bourguignon-lès-la-Charité                            | 70088      | CC des Monts de Gy     | 4,25             | 104 (2022)                        | 24                 | modifier les données · modifier les données |
| Boursières                                            | 70090      | CC des Combes          | 2,28             | 59 (2022)                         | 26                 | modifier les données · modifier les données |
| Bucey-lès-Traves                                      | 70105      | CC des Combes          | 2,79             | 146 (2022)                        | 52                 | modifier les données · modifier les données |
| Chantes                                               | 70127      | CC des Combes          | 6,57             | 107 (2022)                        | 16                 | modifier les données · modifier les données |
| La Chapelle-Saint-Quillain                            | 70129      | CC des Monts de Gy     | 10,42            | 146 (2022)                        | 14                 | modifier les données · modifier les données |
| Chassey-lès-Scey                                      | 70138      | CC des Combes          | 4,38             | 121 (2022)                        | 28                 | modifier les données · modifier les données |
| Chemilly                                              | 70148      | CC des Combes          | 3,77             | 103 (2022)                        | 27                 | modifier les données · modifier les données |
| Clans                                                 | 70158      | CC des Combes          | 4,37             | 106 (2022)                        | 24                 | modifier les données · modifier les données |
| Étrelles-et-la-Montbleuse                             | 70222      | CC des Monts de Gy     | 6,26             | 100 (2022)                        | 16                 | modifier les données · modifier les données |
| Ferrières-lès-Scey                                    | 70232      | CC des Combes          | 6,20             | 131 (2022)                        | 21                 | modifier les données · modifier les données |
| Frasne-le-Château                                     | 70253      | CC des Monts de Gy     | 12,50            | 292 (2022)                        | 23                 | modifier les données · modifier les données |
| Fresne-Saint-Mamès                                    | 70255      | CC des Monts de Gy     | 9,95             | 491 (2022)                        | 49                 | modifier les données · modifier les données |
| Fretigney-et-Velloreille                              | 70257      | CC des Monts de Gy     | 22,02            | 751 (2022)                        | 34                 | modifier les données · modifier les données |
| Grandvelle-et-le-Perrenot                             | 70275      | CC du Pays Riolais     | 10,44            | 379 (2022)                        | 36                 | modifier les données · modifier les données |
| Lieffrans                                             | 70301      | CC des Monts de Gy     | 4,37             | 51 (2022)                         | 12                 | modifier les données · modifier les données |
| Mailley-et-Chazelot                                   | 70324      | CC des Combes          | 25,03            | 613 (2022)                        | 24                 | modifier les données · modifier les données |
| Mercey-sur-Saône                                      | 70342      | CC des Quatre Rivières | 7,69             | 130 (2022)                        | 17                 | modifier les données · modifier les données |
| Neuvelle-lès-la-Charité                               | 70384      | CC des Combes          | 13,20            | 221 (2022)                        | 17                 | modifier les données · modifier les données |
| Noidans-le-Ferroux                                    | 70387      | CC des Combes          | 13,99            | 640 (2022)                        | 46                 | modifier les données · modifier les données |
| Oiselay-et-Grachaux                                   | 70393      | CC du Pays Riolais     | 22,99            | 433 (2022)                        | 19                 | modifier les données · modifier les données |
| Ovanches                                              | 70401      | CC des Combes          | 6,70             | 153 (2022)                        | 23                 | modifier les données · modifier les données |
| Pontcey                                               | 70417      | CC des Combes          | 5,87             | 294 (2022)                        | 50                 | modifier les données · modifier les données |
| Raze                                                  | 70439      | CC des Combes          | 10,02            | 379 (2022)                        | 38                 | modifier les données · modifier les données |
| La Romaine                                            | 70418      | CC des Combes          | 21,22            | 519 (2022)                        | 24                 | modifier les données · modifier les données |
| Rosey                                                 | 70452      | CC des Combes          | 14,64            | 255 (2022)                        | 17                 | modifier les données · modifier les données |
| Rupt-sur-Saône                                        | 70457      | CC des Combes          | 10,24            | 106 (2022)                        | 10                 | modifier les données · modifier les données |
| Saint-Gand                                            | 70463      | CC des Monts de Gy     | 15,83            | 141 (2022)                        | 8,9                | modifier les données · modifier les données |
| Sainte-Reine                                          | 70471      | CC Val de Gray         | 6,18             | 22 (2022)                         | 3,6                | modifier les données · modifier les données |
| Seveux-Motey                                          | 70491      | CC des Quatre Rivières | 19,88            | 474 (2022)                        | 24                 | modifier les données · modifier les données |
| Soing-Cubry-Charentenay                               | 70492      | CC des Combes          | 28,63            | 565 (2022)                        | 20                 | modifier les données · modifier les données |
| Traves                                                | 70504      | CC des Combes          | 12,29            | 349 (2022)                        | 28                 | modifier les données · modifier les données |
| Vaux-le-Moncelot                                      | 70527      | CC des Monts de Gy     | 7,04             | 78 (2022)                         | 11                 | modifier les données · modifier les données |
| Velle-le-Châtel                                       | 70536      | CC des Combes          | 3,00             | 127 (2022)                        | 42                 | modifier les données · modifier les données |
| Velleguindry-et-Levrecey                              | 70535      | CC des Combes          | 10,54            | 156 (2022)                        | 15                 | modifier les données · modifier les données |
| Vellemoz                                              | 70538      | CC des Monts de Gy     | 4,20             | 87 (2022)                         | 21                 | modifier les données · modifier les données |
| Vellexon-Queutrey-et-Vaudey                           | 70539      | CC des Quatre Rivières | 24,98            | 476 (2022)                        | 19                 | modifier les données · modifier les données |
| La Vernotte                                           | 70549      | CC des Monts de Gy     | 5,53             | 77 (2022)                         | 14                 | modifier les données · modifier les données |
| Vy-le-Ferroux                                         | 70580      | CC des Combes          | 5,70             | 159 (2022)                        | 28                 | modifier les données · modifier les données |
| Vy-lès-Rupt                                           | 70582      | CC des Combes          | 8,28             | 80 (2022)                         | 9,7                | modifier les données · modifier les données |
| Canton de Scey-sur-Saône-et-Saint-Albin               | 7014       |                        | 494,61           | 12 389 (2022)                     | 25                 | modifier les données                        |

## Démographie

### Démographie avant 2015
| 1962  | 1968  | 1975  | 1982  | 1990  | 1999  | 2006  | 2011  | 2012  |
| ----- | ----- | ----- | ----- | ----- | ----- | ----- | ----- | ----- |
| 5 708 | 5 782 | 5 637 | 5 983 | 6 187 | 6 201 | 6 473 | 6 695 | 6 692 |

### Démographie depuis 2015
En 2022, le canton comptait 12 389 habitants, en évolution de −0,72 % par rapport à 2016 (Haute-Saône : −1,4 %, France hors Mayotte : +2,11 %).
| 2013   | 2018   | 2022   |
| ------ | ------ | ------ |
| 12 352 | 12 466 | 12 389 |